# Мариентальский кантон
Мариентальский кантон (нем. Kanton Mariental) — административно-территориальная единица АССР немцев Поволжья, существовавшая в 1922—1941 годах. Административный центр — с. Мариенталь.
В 1921—1922 годах существовал Антоновский район в составе Трудовой коммуны немцев Поволжья.
В 1922 году путём преобразования Антоновского (Тонкошуровского) района был образован Тонкошуровский кантон в составе Трудовой коммуны немцев Поволжья.
В 1927 году Тонкошуровский кантон был переименован в Мариентальский кантон. В том же году к кантону была присоединена часть упразднённого Красноярского кантона.
В 1934 году к Мариентальскому кантону была присоединена часть упразднённого Покровского кантона.
В 1935 году часть Мариентальского кантона была передана Лизандергейскому кантону.
7 сентября 1941 года в результате ликвидации АССР немцев Поволжья Мариентальский кантон был передан в Саратовскую область и преобразован в Советский район.

## Административно-территориальное деление
По состоянию на 1 апреля 1940 года кантон делился на 19 сельсоветов:
- Александргейский,
- Вейценфельдский,
- Герцогский,
- Гнадендорфский,
- Графский,
- Дагеймский,
- Культурный,
- Либентальский,
- Лилиенфельдский,
- Луйский,
- Майдорфский,
- Мариентальский,
- Ней-Урбахский,
- Ней-Обермонжуйский,
- Ней-Боаровский,
- Ней-Шульцский,
- Розенфельдский,
- Ст. Урбахский,
- Фрезентальский.